# Спутник (премия, 2012)
17-я церемония вручения премии «Спутник» за заслуги в области кинематографа и телевидения за 2012 год состоялась 18 декабря 2012 года в Лос-Анджелесе, США. 3 декабря 2012 года International Press Academy объявила имена номинантов премии.

## Список лауреатов и номинантов
• Победители выделены отдельным цветом. 

### Кинофильмы
Количество наград/номинаций:
- 4/11: «Отверженные»
- 1/8: «Линкольн»
- 5/7: «Мой парень — псих»
- 1/7: «007: Координаты „Скайфолл“»
- 0/7: «Мастер»
- 1/6: «Экипаж»
- 0/6: «Суррогат», «Анна Каренина»
- 2/5: «Жизнь Пи»
- 1/5: «Цель номер один»
- 1/4: «Операция „Арго“»
- 1/3: «Пьета», «1+1», «Королевский роман»
- 0/3: «Звери дикого Юга», «Облачный атлас»
- 0/2: «Королевство полной луны», «Тёмный рыцарь: Возрождение легенды», «Храбрая сердцем», «Мадагаскар 3», «Белоснежка и охотник», «Прометей», «Любовь», «Кон-Тики», «После любви»
- 1/1: «Хранители снов», «Погоня за ледниками»
- 0/1: «Гайд-Парк на Гудзоне», «Очищение», «Кафе де Флор», «Самый пьяный округ в мире», «Пол Уильямс все ещё жив», «Прощай, моя королева», «Ледниковый период 4: Континентальный дрейф», «Ральф», «Франкенвини», «Ай Вейвей: Никогда не извиняйся», «Марина Абрамович: В присутствии художника», «Пятеро из Центрального парка», «Привратники», «Легенда о Прюит-Игоу», «Запад Мемфиса», «В поисках Сахарного Человека», «За холмами», «Цезарь должен умереть», «Ведьма войны»

| Категории                                | Фотографии лауреатов                                                                                | Лауреаты и номинанты                                                  |
| ---------------------------------------- | --------------------------------------------------------------------------------------------------- | --------------------------------------------------------------------- |
| Лучший фильм                             | | • «Мой парень — псих»                                                 |
| Лучший фильм                             | • «Суррогат»                                                                                        |                                                                       |
| Лучший фильм                             | • «007: Координаты „Скайфолл“»                                                                      |                                                                       |
| Лучший фильм                             | • «Линкольн»                                                                                        |                                                                       |
| Лучший фильм                             | • «Операция „Арго“»                                                                                 |                                                                       |
| Лучший фильм                             | • «Звери дикого Юга»                                                                                |                                                                       |
| Лучший фильм                             | • «Цель номер один»                                                                                 |                                                                       |
| Лучший фильм                             | • «Жизнь Пи»                                                                                        |                                                                       |
| Лучший фильм                             | • «Королевство полной луны»                                                                         |                                                                       |
| Лучший фильм                             | • «Отверженные»                                                                                     |                                                                       |
| Лучшая режиссёрская работа               | | • Дэвид О. Расселл — «Мой парень — псих»                              |
| Лучшая режиссёрская работа               | • Ким Ки Дук — «Пьета»                                                                              |                                                                       |
| Лучшая режиссёрская работа               | • Бен Аффлек — «Операция „Арго“»                                                                    |                                                                       |
| Лучшая режиссёрская работа               | • Кэтрин Бигелоу — «Цель номер один»                                                                |                                                                       |
| Лучшая режиссёрская работа               | • Стивен Спилберг — «Линкольн»                                                                      |                                                                       |
| Лучшая режиссёрская работа               | • Бен Льюин — «Суррогат»                                                                            |                                                                       |
| Лучшая мужская роль                      | | • Брэдли Купер — «Мой парень — псих»                                  |
| Лучшая мужская роль                      | • Хью Джекман — «Отверженные»                                                                       |                                                                       |
| Лучшая мужская роль                      | • Хоакин Феникс — «Мастер»                                                                          |                                                                       |
| Лучшая мужская роль                      | • Дэниел Дэй-Льюис — «Линкольн»                                                                     |                                                                       |
| Лучшая мужская роль                      | • Омар Си — «1+1»                                                                                   |                                                                       |
| Лучшая мужская роль                      | • Дензел Вашингтон — «Экипаж»                                                                       |                                                                       |
| Лучшая мужская роль                      | • Джон Хоукс — «Суррогат»                                                                           |                                                                       |
| Лучшая женская роль                      | | • Дженнифер Лоуренс — «Мой парень — псих»                             |
| Лучшая женская роль                      | • Джессика Честейн — «Цель номер один»                                                              |                                                                       |
| Лучшая женская роль                      | • Лора Линни — «Гайд-Парк на Гудзоне»                                                               |                                                                       |
| Лучшая женская роль                      | • Кира Найтли — «Анна Каренина»                                                                     |                                                                       |
| Лучшая женская роль                      | • Эмили Декьенн — «После любви»                                                                     |                                                                       |
| Лучшая женская роль                      | • Лора Бирн — «Очищение»                                                                            |                                                                       |
| Лучшая женская роль                      | • Эммануэль Рива — «Любовь»                                                                         |                                                                       |
| Лучшая мужская роль второго плана        | | • Хавьер Бардем — «007: Координаты „Скайфолл“»                        |
| Лучшая мужская роль второго плана        | • Роберт Де Ниро — «Мой парень — псих»                                                              |                                                                       |
| Лучшая мужская роль второго плана        | • Эдди Редмэйн — «Отверженные»                                                                      |                                                                       |
| Лучшая мужская роль второго плана        | • Филип Сеймур Хоффман — «Мастер»                                                                   |                                                                       |
| Лучшая мужская роль второго плана        | • Джон Гудмен — «Экипаж»                                                                            |                                                                       |
| Лучшая мужская роль второго плана        | • Томми Ли Джонс — «Линкольн»                                                                       |                                                                       |
| Лучшая женская роль второго плана        | | • Энн Хэтэуэй — «Отверженные»                                         |
| Лучшая женская роль второго плана        | • Хелен Хант — «Суррогат»                                                                           |                                                                       |
| Лучшая женская роль второго плана        | • Элен Флоран — «Кафе де Флор»                                                                      |                                                                       |
| Лучшая женская роль второго плана        | • Эми Адамс — «Мастер»                                                                              |                                                                       |
| Лучшая женская роль второго плана        | • Джуди Денч — «007: Координаты „Скайфолл“»                                                         |                                                                       |
| Лучшая женская роль второго плана        | • Саманта Баркс — «Отверженные»                                                                     |                                                                       |
| Лучший актёрский ансамбль                | | • «Отверженные»                                                       |
| Лучший оригинальный сценарий             | | • Марк Боал — «Цель номер один»                                       |
| Лучший оригинальный сценарий             | • Пол Томас Андерсон — «Мастер»                                                                     |                                                                       |
| Лучший оригинальный сценарий             | • Ким Ки Дук — «Пьета»                                                                              |                                                                       |
| Лучший оригинальный сценарий             | • Эрик Толедано, Оливье Накаш — «1+1»                                                               |                                                                       |
| Лучший оригинальный сценарий             | • Роман Коппола, Уэс Андерсон — «Королевство полной луны»                                           |                                                                       |
| Лучший оригинальный сценарий             | • Джон Гэйтинс — «Экипаж»                                                                           |                                                                       |
| Лучший адаптированный сценарий           | | • Дэвид Мэги — «Жизнь Пи»                                             |
| Лучший адаптированный сценарий           | • Тони Кушнер — «Линкольн»                                                                          |                                                                       |
| Лучший адаптированный сценарий           | • Дэвид О. Расселл — «Мой парень — псих»                                                            |                                                                       |
| Лучший адаптированный сценарий           | • Том Стоппард — «Анна Каренина»                                                                    |                                                                       |
| Лучший адаптированный сценарий           | • Бен Льюин — «Суррогат»                                                                            |                                                                       |
| Лучший адаптированный сценарий           | • Крис Террио — «Операция „Арго“»                                                                   |                                                                       |
| Лучшая музыка                            | | • Александр Деспла — «Операция „Арго“»                                |
| Лучшая музыка                            | • Джонни Гринвуд — «Мастер»                                                                         |                                                                       |
| Лучшая музыка                            | • Джон Уильямс — «Линкольн»                                                                         |                                                                       |
| Лучшая музыка                            | • Томас Ньюман — «007: Координаты „Скайфолл“»                                                       |                                                                       |
| Лучшая музыка                            | • Бен Зайтлин, Дэн Ромер — «Звери дикого Юга»                                                       |                                                                       |
| Лучшая музыка                            | • Дарио Марианелли — «Анна Каренина»                                                                |                                                                       |
| Лучшая песня                             | | • Suddenly — «Отверженные»                                            |
| Лучшая песня                             | • Learn Me Right — «Храбрая сердцем»                                                                |                                                                       |
| Лучшая песня                             | • Love Always Comes as a Surprise — «Мадагаскар 3»                                                  |                                                                       |
| Лучшая песня                             | • Fire In The Blood/Snake Song — «Самый пьяный округ в мире»                                        |                                                                       |
| Лучшая песня                             | • Skyfall — «007: Координаты „Скайфолл“»                                                            |                                                                       |
| Лучшая песня                             | • Still Alive — «Пол Уильямс все ещё жив»                                                           |                                                                       |
| Лучший монтаж                            | | • Криспин Стратерс, Джей Кэссиди — «Мой парень — псих»                |
| Лучший монтаж                            | • Лиза Бромвелл — «Суррогат»                                                                        |                                                                       |
| Лучший монтаж                            | • Джереми О'Дрисколл — «Экипаж»                                                                     |                                                                       |
| Лучший монтаж                            | • Дилан Тиченор, Уильям Голденберг — «Цель номер один»                                              |                                                                       |
| Лучший монтаж                            | • Крис Дикенс, Мелани Оливер — «Отверженные»                                                        |                                                                       |
| Лучший монтаж                            | • Александр Бернер — «Облачный атлас»                                                               |                                                                       |
| Лучшая операторская работа               | | • Клаудио Миранда — «Жизнь Пи»                                        |
| Лучшая операторская работа               | • Бен Ричардсон — «Звери дикого Юга»                                                                |                                                                       |
| Лучшая операторская работа               | • Януш Каминский — «Линкольн»                                                                       |                                                                       |
| Лучшая операторская работа               | • Шеймас Макгарви — «Анна Каренина»                                                                 |                                                                       |
| Лучшая операторская работа               | • Роджер Дикинс — «007: Координаты „Скайфолл“»                                                      |                                                                       |
| Лучшая операторская работа               | • Михай Малаймер-мл. — «Мастер»                                                                     |                                                                       |
| Лучший звук (монтаж и микс)              | | • Энди Нельсон, Джон Вархёрст, Ли Волпол, Саймон Хэйс — «Отверженные» |
| Лучший звук (монтаж и микс)              | • Деннис Леонард, Деннис С. Сэндс, Рэнди Том, Уильям Б. Каплан — «Экипаж»                           |                                                                       |
| Лучший звук (монтаж и микс)              | • Энди Нельсон, Крис Манро, Крэйг Хэниган — «Белоснежка и охотник»                                  |                                                                       |
| Лучший звук (монтаж и микс)              | • Дрю Кунин, Юджин Гирти, Филип Стоктон, Рон Бартлетт — «Жизнь Пи»                                  |                                                                       |
| Лучший звук (монтаж и микс)              | • Даг Хэмфилл, Марк П. Стокингер, Рон Бартлетт, Саймон Хэйс, Виктор Рэй Эннис — «Прометей»          |                                                                       |
| Лучший звук (монтаж и микс)              | • Баард Х. Ингебретсен, Тормод Рингнес — «Кон-Тики»                                                 |                                                                       |
| Лучшая работа художника                  | | • Рик Картер, Курт Бич, Дэвид Кранк, Лесли МакДональд — «Линкольн»    |
| Лучшая работа художника                  | • Нильс Сайер — «Королевский роман»                                                                 |                                                                       |
| Лучшая работа художника                  | • Дэвид Кранк, Джек Фиск — «Мастер»                                                                 |                                                                       |
| Лучшая работа художника                  | • Сара Гринвуд, Нил Морони, Томас Браун, Ник Готтшалк, Том Стилл — «Анна Каренина»                  |                                                                       |
| Лучшая работа художника                  | • Джеймс Хэмбидж, Кевин Кавана, Наман Маршалл, Нэйтан Краули — «Тёмный рыцарь: Возрождение легенды» |                                                                       |
| Лучшая работа художника                  | • Анна Линч-Робинсон, Ив Стюарт — «Отверженные»                                                     |                                                                       |
| Лучший дизайн костюмов                   | | • Манон Расмуссен — «Королевский роман»                               |
| Лучший дизайн костюмов                   | • Ким Барретт, Пьерр-Ив Гайро — «Облачный атлас»                                                    |                                                                       |
| Лучший дизайн костюмов                   | • Коллин Этвуд — «Белоснежка и охотник»                                                             |                                                                       |
| Лучший дизайн костюмов                   | • Кристиан Гаск, Валери Раншо — «Прощай, моя королева»                                              |                                                                       |
| Лучший дизайн костюмов                   | • Пако Дельгадо — «Отверженные                                                                      |                                                                       |
| Лучший дизайн костюмов                   | • Жаклин Дюрран — «Анна Каренина»                                                                   |                                                                       |
| Лучшие визуальные эффекты                | | • Джим Гиббс, Кевин Бэйлли, Майкл Лантьери, Райан Тадхоуп — «Экипаж»  |
| Лучшие визуальные эффекты                | • Чарли Хэнли, Мартин Хилл, Ричард Стаммерс — «Прометей»                                            |                                                                       |
| Лучшие визуальные эффекты                | • Билл Вестенхофер, Гийом Рошерон — «Жизнь Пи»                                                      |                                                                       |
| Лучшие визуальные эффекты                | • Крис Корбулд, Пол Дж. Франклин — «Тёмный рыцарь: Возрождение легенды»                             |                                                                       |
| Лучшие визуальные эффекты                | • Дэн Гласс, Джеффри Хэнкок, Стивен Серетти — «Облачный атлас»                                      |                                                                       |
| Лучшие визуальные эффекты                | • Эндрю Уайтхёрст, Асрегаду Арунди, Стивен Бегг — «007: Координаты „Скайфолл“»                      |                                                                       |
| Лучший полнометражный анимационный фильм | | • «Хранители снов»                                                    |
| Лучший полнометражный анимационный фильм | • «Ледниковый период 4: Континентальный дрейф»                                                      |                                                                       |
| Лучший полнометражный анимационный фильм | • «Храбрая сердцем»                                                                                 |                                                                       |
| Лучший полнометражный анимационный фильм | • «Мадагаскар 3»                                                                                    |                                                                       |
| Лучший полнометражный анимационный фильм | • «Ральф»                                                                                           |                                                                       |
| Лучший полнометражный анимационный фильм | • «Франкенвини»                                                                                     |                                                                       |
| Лучший документальный фильм              | | • «Погоня за ледниками»                                               |
| Лучший документальный фильм              | • «Ай Вейвей: Никогда не извиняйся»                                                                 |                                                                       |
| Лучший документальный фильм              | • «Марина Абрамович: В присутствии художника»                                                       |                                                                       |
| Лучший документальный фильм              | • «Пятеро из Центрального парка»                                                                    |                                                                       |
| Лучший документальный фильм              | • «Привратники»                                                                                     |                                                                       |
| Лучший документальный фильм              | • «Легенда о Прюит-Игоу»                                                                            |                                                                       |
| Лучший документальный фильм              | • «Запад Мемфиса»                                                                                   |                                                                       |
| Лучший документальный фильм              | • «В поисках Сахарного Человека»                                                                    |                                                                       |
| Лучший фильм на иностранном языке        | | • Южная Корея — «Пьета»                                               |
| Лучший фильм на иностранном языке        | • Франция — «1+1»                                                                                   |                                                                       |
| Лучший фильм на иностранном языке        | • Австрия — «Любовь»                                                                                |                                                                       |
| Лучший фильм на иностранном языке        | • Румыния — «За холмами»                                                                            |                                                                       |
| Лучший фильм на иностранном языке        | • Дания — «Королевский роман»                                                                       |                                                                       |
| Лучший фильм на иностранном языке        | • Италия — «Цезарь должен умереть»                                                                  |                                                                       |
| Лучший фильм на иностранном языке        | • Канада — «Ведьма войны»                                                                           |                                                                       |
| Лучший фильм на иностранном языке        | • Норвегия — «Кон-Тики»                                                                             |                                                                       |
| Лучший фильм на иностранном языке        | • Бельгия — «После любви»                                                                           |                                                                       |

### Телевизионные награды
Количество наград/номинаций:
- 3/5: «Теория Большого взрыва»
- 1/4: «Аббатство Даунтон», «Игра изменилась»
- 0/4: «Нэшвилл», «Всю ночь напролёт»
- 3/3: «Родина»
- 1/3: «Правосудие», «Хэтфилды и Маккои»
- 0/3: «Хемингуэй и Геллхорн», «Во все тяжкие»
- 2/2: «Ходячие мертвецы»
- 1/2: «Шерлок»
- 0/2: «Новости», «Хорошая жена», «Сообщество», «Девчонки», «Парки и зоны отдыха», «Лютер», «Валландер», «Багровый лепесток и белый», «Американская история ужасов», «Игра престолов», «Безумцы»
- 0/1: «Американская семейка», «Счастливый конец», «Офис», «Птичья песня», «Революция», «Стрела», «Однажды в сказке», «Гримм», «Грань», «Сверхъестественное», «Элементарно», «Распутье», «Луи», «Обитель лжи», «Вице-президент», «Просветлённая», «Девушка», «Политиканы», «Большие надежды»

| Категории                                                               | Фотографии лауреатов                          | Лауреаты и номинанты                       |
| ----------------------------------------------------------------------- | --------------------------------------------- | ------------------------------------------ |
| Лучший телевизионный сериал (драма)                                     |                                               | • «Родина»                                 |
| Лучший телевизионный сериал (драма)                                     | • «Аббатство Даунтон»                         |                                            |
| Лучший телевизионный сериал (драма)                                     | • «Новости»                                   |                                            |
| Лучший телевизионный сериал (драма)                                     | • «Правосудие»                                |                                            |
| Лучший телевизионный сериал (драма)                                     | • «Игра престолов»                            |                                            |
| Лучший телевизионный сериал (драма)                                     | • «Хорошая жена»                              |                                            |
| Лучший телевизионный сериал (драма)                                     | • «Нэшвилл»                                   |                                            |
| Лучший телевизионный сериал (драма)                                     | • «Во все тяжкие»                             |                                            |
| Лучший телевизионный сериал (комедия или мюзикл)                        |                                               | • «Теория Большого взрыва»                 |
| Лучший телевизионный сериал (комедия или мюзикл)                        | • «Парки и зоны отдыха»                       |                                            |
| Лучший телевизионный сериал (комедия или мюзикл)                        | • «Сообщество»                                |                                            |
| Лучший телевизионный сериал (комедия или мюзикл)                        | • «Американская семейка»                      |                                            |
| Лучший телевизионный сериал (комедия или мюзикл)                        | • «Всю ночь напролёт»                         |                                            |
| Лучший телевизионный сериал (комедия или мюзикл)                        | • «Счастливый конец»                          |                                            |
| Лучший телевизионный сериал (комедия или мюзикл)                        | • «Офис»                                      |                                            |
| Лучший телевизионный сериал (комедия или мюзикл)                        | • «Девчонки»                                  |                                            |
| Лучший мини-сериал или телефильм                                        |                                               | • «Хэтфилды и Маккои»                      |
| Лучший мини-сериал или телефильм                                        | • «Багровый лепесток и белый»                 |                                            |
| Лучший мини-сериал или телефильм                                        | • «Валландер»                                 |                                            |
| Лучший мини-сериал или телефильм                                        | • «Шерлок»                                    |                                            |
| Лучший мини-сериал или телефильм                                        | • «Лютер»                                     |                                            |
| Лучший мини-сериал или телефильм                                        | • «Игра изменилась»                           |                                            |
| Лучший мини-сериал или телефильм                                        | • «Птичья песня»                              |                                            |
| Лучший мини-сериал или телефильм                                        | • «Хемингуэй и Геллхорн»                      |                                            |
| Лучший жанровый сериал (Best Genre Series)                              |                                               | • «Ходячие мертвецы»                       |
| Лучший жанровый сериал (Best Genre Series)                              | • «Революция»                                 |                                            |
| Лучший жанровый сериал (Best Genre Series)                              | • «Стрела»                                    |                                            |
| Лучший жанровый сериал (Best Genre Series)                              | • «Однажды в сказке»                          |                                            |
| Лучший жанровый сериал (Best Genre Series)                              | • «Гримм»                                     |                                            |
| Лучший жанровый сериал (Best Genre Series)                              | • «Грань»                                     |                                            |
| Лучший жанровый сериал (Best Genre Series)                              | • «Американская история ужасов»               |                                            |
| Лучший жанровый сериал (Best Genre Series)                              | • «Сверхъестественное»                        |                                            |
| Лучший актёр в драматическом телесериале                                |                                               | • Дэмиэн Льюис — «Родина»                  |
| Лучший актёр в драматическом телесериале                                | • Джонни Ли Миллер — «Элементарно»            |                                            |
| Лучший актёр в драматическом телесериале                                | • Джон Хэмм — «Безумцы»                       |                                            |
| Лучший актёр в драматическом телесериале                                | • Джефф Дэниэлс — «Новости»                   |                                            |
| Лучший актёр в драматическом телесериале                                | • Брайан Крэнстон — «Во все тяжкие»           |                                            |
| Лучший актёр в драматическом телесериале                                | • Тимоти Олифант — «Правосудие»               |                                            |
| Лучшая актриса в драматическом телесериале                              |                                               | • Клэр Дэйнс — «Родина»                    |
| Лучшая актриса в драматическом телесериале                              | • Джулианна Маргулис — «Хорошая жена»         |                                            |
| Лучшая актриса в драматическом телесериале                              | • Мишель Докери — «Аббатство Даунтон»         |                                            |
| Лучшая актриса в драматическом телесериале                              | • Хейден Панеттьер — «Нэшвилл»                |                                            |
| Лучшая актриса в драматическом телесериале                              | • Хлоя Севиньи — «Распутье»                   |                                            |
| Лучшая актриса в драматическом телесериале                              | • Конни Бриттон — «Нэшвилл»                   |                                            |
| Лучший актёр в телесериале (комедия или мюзикл)                         |                                               | • Джонни Галэки — «Теория Большого взрыва» |
| Лучший актёр в телесериале (комедия или мюзикл)                         | • Уилл Арнетт — «Всю ночь напролёт»           |                                            |
| Лучший актёр в телесериале (комедия или мюзикл)                         | • Джим Парсонс — «Теория Большого взрыва»     |                                            |
| Лучший актёр в телесериале (комедия или мюзикл)                         | • Джоэл Макхейл — «Сообщество»                |                                            |
| Лучший актёр в телесериале (комедия или мюзикл)                         | • Луи Си Кей — «Луи»                          |                                            |
| Лучший актёр в телесериале (комедия или мюзикл)                         | • Дон Чидл — «Обитель лжи»                    |                                            |
| Лучшая актриса в телесериале (комедия или мюзикл)                       |                                               | • Кейли Куоко — «Теория Большого взрыва»   |
| Лучшая актриса в телесериале (комедия или мюзикл)                       | • Кристина Эпплгейт — «Всю ночь напролёт»     |                                            |
| Лучшая актриса в телесериале (комедия или мюзикл)                       | • Джулия Луи-Дрейфус — «Вице-президент»       |                                            |
| Лучшая актриса в телесериале (комедия или мюзикл)                       | • Лина Данэм — «Девчонки»                     |                                            |
| Лучшая актриса в телесериале (комедия или мюзикл)                       | • Эми Полер — «Парки и зоны отдыха»           |                                            |
| Лучшая актриса в телесериале (комедия или мюзикл)                       | • Лора Дерн — «Просветлённая»                 |                                            |
| Лучший актёр в мини-сериале или телефильме                              |                                               | • Бенедикт Камбербэтч — «Шерлок»           |
| Лучший актёр в мини-сериале или телефильме                              | • Идрис Эльба — «Лютер»                       |                                            |
| Лучший актёр в мини-сериале или телефильме                              | • Клайв Оуэн — «Хемингуэй и Геллхорн»         |                                            |
| Лучший актёр в мини-сериале или телефильме                              | • Кеннет Брана — «Валландер»                  |                                            |
| Лучший актёр в мини-сериале или телефильме                              | • Вуди Харрельсон — «Игра изменилась»         |                                            |
| Лучший актёр в мини-сериале или телефильме                              | • Кевин Костнер — «Хэтфилды и Маккои»         |                                            |
| Лучшая актриса в мини-сериале или телефильме                            |                                               | • Джулианна Мур — «Игра изменилась»        |
| Лучшая актриса в мини-сериале или телефильме                            | • Сиенна Миллер — «Девушка»                   |                                            |
| Лучшая актриса в мини-сериале или телефильме                            | • Сигурни Уивер — «Политиканы»                |                                            |
| Лучшая актриса в мини-сериале или телефильме                            | • Ромола Гарай — «Багровый лепесток и белый»  |                                            |
| Лучшая актриса в мини-сериале или телефильме                            | • Николь Кидман — «Хемингуэй и Геллхорн»      |                                            |
| Лучшая актриса в мини-сериале или телефильме                            | • Джиллиан Андерсон — «Большие надежды»       |                                            |
| Лучший актёр второго плана в телесериале, мини-сериале или телефильме   |                                               | • Нил Макдонаф — «Правосудие»              |
| Лучший актёр второго плана в телесериале, мини-сериале или телефильме   | • Джим Картер — «Аббатство Даунтон»           |                                            |
| Лучший актёр второго плана в телесериале, мини-сериале или телефильме   | • Эван Питерс — «Американская история ужасов» |                                            |
| Лучший актёр второго плана в телесериале, мини-сериале или телефильме   | • Питер Динклэйдж — «Игра престолов»          |                                            |
| Лучший актёр второго плана в телесериале, мини-сериале или телефильме   | • Джанкарло Эспозито — «Во все тяжкие»        |                                            |
| Лучший актёр второго плана в телесериале, мини-сериале или телефильме   | • Пауэрс Бут — «Нэшвилл»                      |                                            |
| Лучшая актриса второго плана в телесериале, мини-сериале или телефильме |                                               | • Мэгги Смит — «Аббатство Даунтон»         |
| Лучшая актриса второго плана в телесериале, мини-сериале или телефильме | • Маим Бялик — «Теория Большого взрыва»       |                                            |
| Лучшая актриса второго плана в телесериале, мини-сериале или телефильме | • Мэр Уиннингэм — «Хэтфилды и Маккои»         |                                            |
| Лучшая актриса второго плана в телесериале, мини-сериале или телефильме | • Сара Полсон — «Игра изменилась»             |                                            |
| Лучшая актриса второго плана в телесериале, мини-сериале или телефильме | • Кристина Хендрикс — «Безумцы»               |                                            |
| Лучшая актриса второго плана в телесериале, мини-сериале или телефильме | • Майя Рудольф — «Всю ночь напролёт»          |                                            |
| Лучший актёрский состав в телесериале                                   |                                               | • «Ходячие мертвецы»                       |